# Assassinio di Robert F. Kennedy
L'assassinio di Robert Francis Kennedy è avvenuto poco dopo la mezzanotte del 5 giugno 1968 presso l'Hotel Ambassador di Los Angeles. Kennedy, senatore per lo Stato di New York nonché fratello dell'ex Presidente statunitense John Fitzgerald Kennedy, era nel mezzo della propria campagna elettorale per le elezioni presidenziali del 1968.
Come per la morte di suo fratello John, l'assassinio di Kennedy e le circostanze in cui questo avvenne generarono una varietà di teorie del complotto. Kennedy è uno degli unici due Senatori degli Stati Uniti ad essere stati assassinati durante il mandato; l'altro è Huey Pierce Long.

## Antefatto

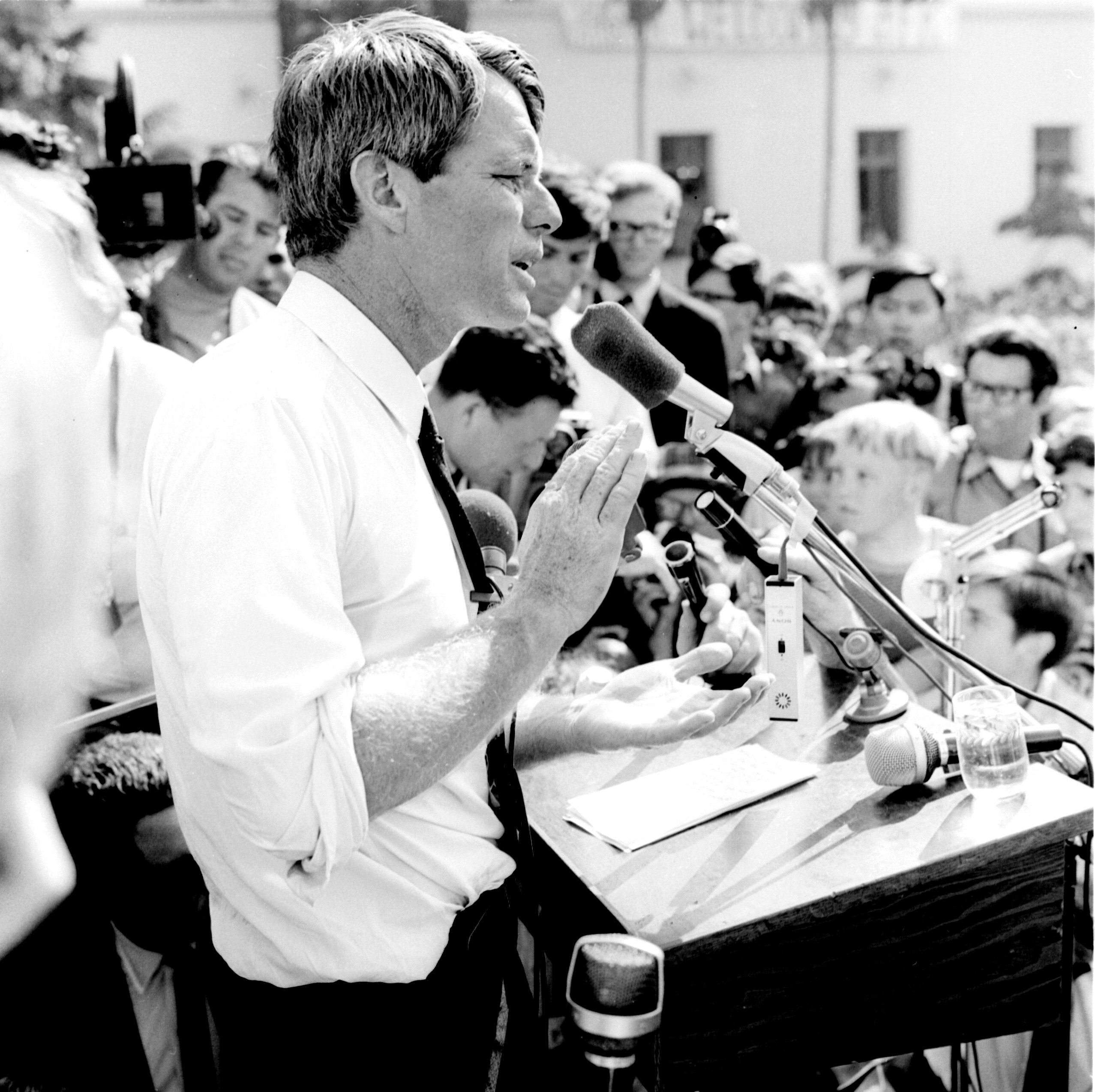
Robert Kennedy durante un discorso a Los Angeles

Nel 1948 Robert Kennedy visitò il Mandato britannico della Palestina e, scrivendo al giornale bostoniano The Boston Post, rimarcò la sua crescente ammirazione per la popolazione ebraica, che si rifletté durante il suo mandato di senatore in un forte supporto allo Stato d'Israele. Successivamente nel 1960 fu nominato Procuratore generale dal fratello John Fitzgerald Kennedy, Presidente degli Stati Uniti d'America, e rimase in carica dal gennaio 1961 fino alle sue dimissioni nel settembre 1964 per perseguire la carica di senatore. Quell'anno infatti Kennedy si candidò con il Partito Democratico nello Stato di New York, sconfiggendo il candidato repubblicano nonché senatore uscente Kenneth Keating.
Dopo l'attentato di Dallas, il Vicepresidente Lyndon B. Johnson assunse la carica di Presidente vincendo poi le elezioni presidenziali del 1964. La presidenza Johnson fu segnata da grandi proteste sia contro la segregazione razziale, proteste poi infiammate dall'assassinio di Martin Luther King Jr., che contro la guerra del Vietnam. Kennedy scelse quindi di correre per le primarie del Partito Democratico confrontandosi con il senatore Eugene McCarthy e con il Vicepresidente uscente Hubert Humphrey. Dopo le primarie in California del 4 giugno 1968 Kennedy era al secondo posto con 393 delegati rispetto ai 561 di Humphrey e ai 258 di McCarthy.

## L'assassinio
Le primarie presidenziali in California si sono svolte martedì 4 giugno 1968. I risultati statali davano Kennedy al 46% e McCarthy al 42%. Quattro ore dopo la chiusura dei seggi in California, Kennedy annunciò la sua vittoria alle primarie presidenziali democratiche dello Stato. Parlò al telefono con il Senatore del Dakota del Sud (altro stato vinto) George McGovern. Approssimativamente a 00:10 del 5 giugno indirizzò i sostenitori della sua campagna nella sala da ballo "Ambasciata" dell'Hotel Ambassador, nel distretto Mid-Wilshire di Los Angeles. All'epoca il governo affidava la protezione dei presidenti in carica ai Servizi Segreti, ma non quella dei candidati alla presidenza. L'unico team della sicurezza di Kennedy era costituito da un agente dell'FBI, William Barry, e da due guardie del corpo non ufficiali, ex-atleti professionisti. Durante la campagna, Kennedy aveva accolto il contatto con il pubblico, e le persone avevano provato spesso a toccarlo nell'euforia.
Dopo aver vinto le primarie in California e in Dakota del Sud come candidato alla presidenza degli Stati Uniti per il Partito Democratico (rimontando significativamente sull'avversario Hubert Humphrey), Kennedy fu vittima di un attentato a opera di Sirhan Sirhan, un immigrato ventiquattrenne di origine giordano-palestinese, che gli esplose contro alcuni colpi di revolver calibro 22 mentre Kennedy camminava (attorniato da una folla di sostenitori) attraverso la cucina dell'Hotel Ambassador. Trasportato in gravissime condizioni al Good Samaritan Hospital, vi morì ventisei ore dopo. Sirhan fu subito arrestato e successivamente condannato all'ergastolo. L'istante della sparatoria venne registrato in sonoro su un'audiocassetta da un giornalista; le riprese filmate disponibili sono invece relative agli istanti immediatamente successivi. L'assassinio di Kennedy fece sì che il Secret Service (la guardia personale del presidente USA) iniziasse ad occuparsi anche della sicurezza dei candidati.
Un aereo della flotta presidenziale recuperò il feretro di Bob Kennedy e lo portò a New York, dove venne allestita la camera ardente presso la cattedrale di San Patrizio, ove l'8 giugno venne officiato il funerale. L'elogio funebre venne letto dal fratello, Ted Kennedy. Un treno speciale trasportò infine la salma a Washington; lungo il tragitto si assieparono moltissime persone per rendere omaggio. Bob Kennedy fu infine sepolto vicino al fratello, John, al Cimitero nazionale di Arlington.
Privo del suo più temibile avversario, Hubert Humphrey vinse la candidatura democratica per le presidenziali, ma perse le elezioni contro il candidato repubblicano Richard Nixon.

## Teorie del complotto
Come nel caso di molti altri omicidi di grande impatto mediatico, l'omicidio di Robert Kennedy generò varie ipotesi complottiste. L'asserita distruzione di migliaia di foto e reperti contribuì alla sua generazione, così come la registrazione audio di un reporter polacco analizzata successivamente con tecnologie forensi più moderne che avrebbe rivelato il reale numero di colpi sparati nell'agguato, ammontanti a tredici e non a otto, ossia il numero di colpi contenuti nel revolver di Sirhan, un modello economico, inaffidabile e spesso impreciso. Nella registrazione inoltre sarebbero individuati due colpi sparati a 120ms l'uno dall'altro, tempo impossibile col revolver di Sirhan (per il quale l'intervallo di tempo minimo fra un colpo e l'altro sarebbe di 360ms).